# Pojekhavsjaja
Pojekhavsjaja (russisk: Поехавшая) er en russisk spillefilm fra 2023 af Anton Maslov.

## Medvirkende
- Olga Lerman som Anna Smolina
- Jelena Jakovleva
- Viktor Khorinjak som Valera
- Dmitrij Tjebotarjov som Roma
- Askar Iljasov
- Alina Aleksejeva som Marina
- Anastasija Svetlova som Zjenja